# Argyractis aroalis
Argyractis aroalis là một loài bướm đêm trong họ Crambidae.